# Офена
Офѐна (на италиански: Ofena) е село и община в Южна Италия, провинция Акуила, регион Абруцо. Разположено е на 531 m надморска височина. Населението на общината е 562 души (към 2010 г.).